# Левково (Архангельская область)
Левково — деревня в Вельском районе Архангельской области. Входит в состав муниципального образования «Попонаволоцкое».

## География
Деревня расположена в южной части Архангельской области, в таёжной зоне, в пределах северной части Русской равнины, в 100 километрах на север от города Вельска, на правом берегу реки Ваги. Ближайшие населённые пункты: на западе посёлок Нижний Склад, на востоке посёлок Пасьва, являющийся административным центром муниципального образования.
Часовой пояс
Левково, как и вся Архангельская область, находится в часовой зоне МСК (московское время). Смещение применяемого времени относительно UTC составляет +3:00.

## Население
| 2002 | 2010 | 2012 | 2014 |
| ---- | ---- | ---- | ---- |
| 69   | ↘39  | ↗43  | →43  |

## История
Указана в «Списке населённых мест по сведениям 1859 года» в составе Шенкурского уезда(1-го стана) Архангельской губернии под номером «1986» как «Левковская». Насчитывала 18 дворов, 70 жителей мужского пола и 75 женского.
В деревне в конце 19-го века находилась часовня, освящённая в честь Илии Пророка.
В «Списке населенных мест Архангельской губернии на 1 мая 1922 года» поселение записано как дер.Левковская(Левково), в которой уже 34 двора, 126 мужчин и 125 женщин. Также в деревне находилась школа. В административном отношении деревня входила в состав Попонаволоцкого сельского общества Благовещенской волости Шенкурского уезда.